# نادي غوالاسيو
نادي غوالاسيو الرياضي (بالإسبانية: Gualaceo Sporting Club) هو نادي كرة قدم إكوادوري من مدينة غوالاسيو . تأسس في 2 أبريل 2000، ويلعب في دوري الدرجة الثانية .

## الألقاب
- دوري الدرجة الثانية
  - الوصيف (1): 2021
- دوري الدرجة الثالثة
  - الفائز (1): 2014